# Hemisphaerius impexus
Hemisphaerius impexus är en insektsart som beskrevs av Melichar 1906. Hemisphaerius impexus ingår i släktet Hemisphaerius och familjen sköldstritar. Inga underarter finns listade i Catalogue of Life.